# Anosodiaphorie
L'anosodiaphorie est une affection dans laquelle une personne atteinte d'une lésion cérébrale semble indifférente à l'existence de son handicap. L'anosodiaphorie est typiquement associée à l'indifférence à la paralysie. C'est une agnosie somatosensorielle ou un signe de syndrome de négligence. Elle pourrait être spécifiquement associée à un fonctionnement défectueux du lobe frontal de l'hémisphère droit.

## Historique
Joseph Babinski a utilisé le terme d'anosodiaphorie pour la première fois en 1914 pour décrire un trouble du schéma corporel dans lequel les patients reconnaissent verbalement un problème clinique (tel que l'hémiparésie ) sans s'inquiéter de celui-ci.
L'anosodiaphorie suit une phase d'anosognosie dans laquelle il peut exister un déni explicite et verbal de la maladie et, après plusieurs jours voire plusieurs semaines, une absence de réponse émotionnelle. L'indifférence est différente du déni, car elle implique un manque d'attention de la part du patient qui reconnaît par ailleurs son déficit. 

## Explications
Il existe quelques explications possibles à l'anosodiaphorie : le patient est conscient du déficit mais ne le comprend pas complètement, ne perçoit pas son importance fonctionnelle ; ou bien elle peut être liée à un trouble de la communication affective et à une excitation défaillante. Ces troubles émotionnels ne peuvent expliquer le déni explicite et verbal de la maladie observé dans l'anosognosie . Parmi les autres explications possibles, on peut citer l’expérience émotionnelle réduite, les troubles de la communication émotionnelle, l’alexithymie, les anomalies comportementales, le syndrome dysexecutif et les lobes frontaux. 

## Étiologie
L'anosodiaphorie se produit après un accident vasculaire cérébral (AVC), particulièrement lors d'un AVC hémisphérique droit aigu. 
On pense que l'anosodiaphorie est liée à la négligence spatiale unilatérale, une affection souvent retrouvée après des lésions de l'hémisphère non dominant (généralement l'hémisphère droit) du cortex cérébral dans laquelle les personnes atteintes semblent incapables d'assumer ou parfois de comprendre un côté de leur corps (généralement le gauche). Le lobe frontal pourrait être le siège du manque de vision émotionnelle dans l'anosodiaphorie, comme dans la démence fronto-temporale. Une étude réalisée en 2011 par Mendez et Shapira a révélé que les personnes atteintes de démence fronto-temporale présentaient également une perte de conscience décrite comme une anosodiaphorie frontale.

## Traitement
L'indifférence vis-à-vis de la maladie peut avoir un impact négatif sur l'adhésion du patient dans la rééducation neurologique, la rééducation cognitive et la rééducation physique. Les patients ne sont alors plus susceptibles de mettre en œuvre la réadaptation face à un état auxquels ils sont indifférents. Bien que l'anosognosie se résorbe souvent quelques jours, voire plusieurs semaines après l'AVC, l'anosodiaphorie persiste souvent. Par conséquent, le thérapeute doit faire preuve de créativité dans son approche de la réadaptation afin de maintenir l'intérêt du patient. 